# آتلانتیک پنسیلوانیا
آتلانتیک پنسیلوانیا (به انگلیسی: Atlantic) یک منطقهٔ مسکونی در ایالات متحده آمریکا است که در پنسیلوانیا واقع شده‌است. آتلانتیک پنسیلوانیا ۰٫۳۸ کیلومتر مربع مساحت و ۷۷ نفر جمعیت دارد و ۳۴۹٫۶۱ متر بالاتر از سطح دریا واقع شده‌است.